# Otto Forst de Battaglia

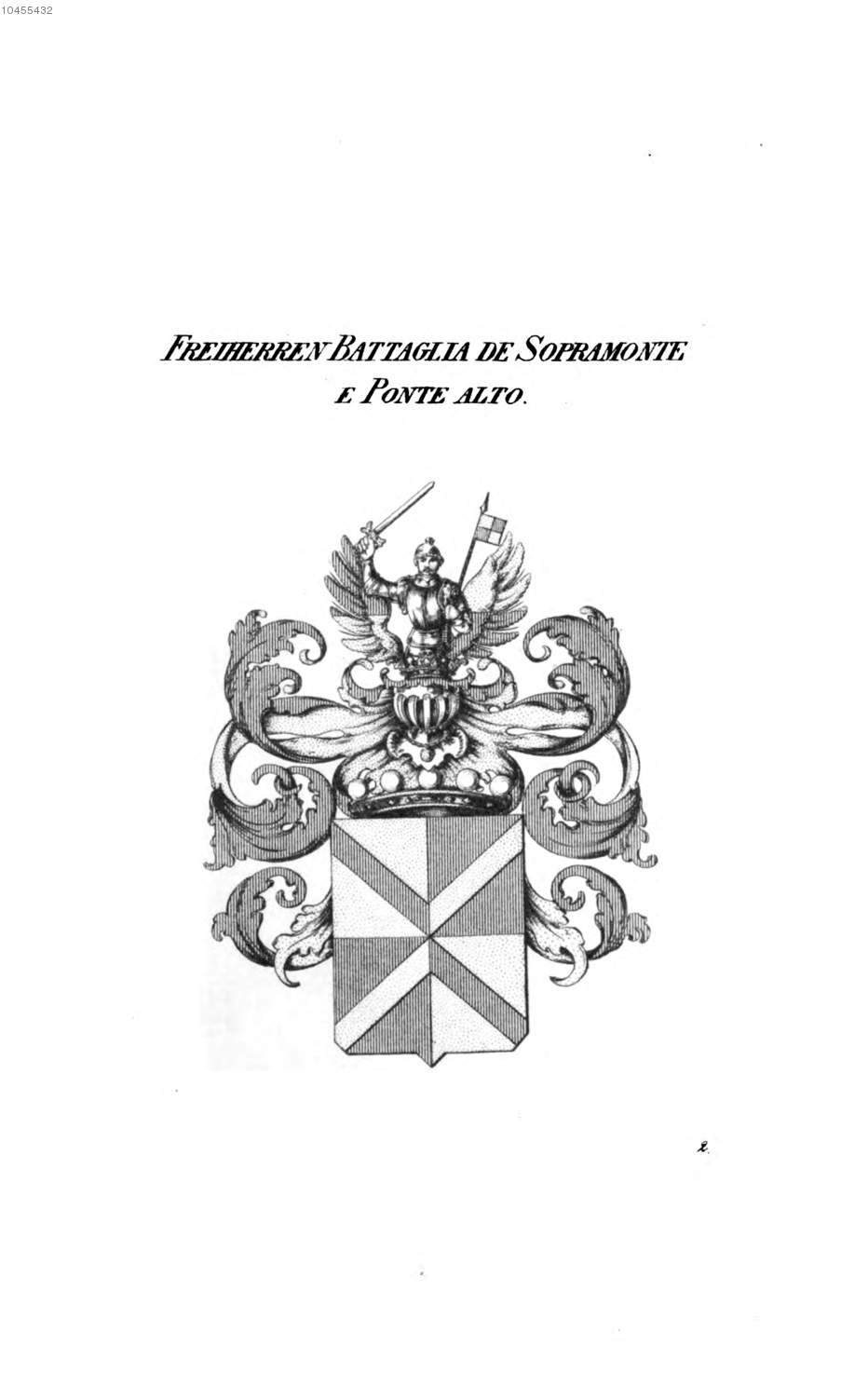
Wappen der Familie von Battaglia de Sopramonte e Ponte Alto

Otto Forst de Battaglia (* 21. März 1889 in Wien; † 2. Mai 1965 ebenda) war ein österreichischer Historiker, Literaturkritiker, Übersetzer und Förderer polnischer Kultur.

## Leben
Otto Forst de Battaglia wurde geboren als Sohn von Jakob Forst (1839–1902) und Rosemarie Charmatz (1861–1941). Sein Vater kam Ende der 1850er Jahre aus Przemyśl nach Wien. Otto Forst heiratete 1912 Helene Freiin von Battaglia de Sopramonte e Ponte Alto und fügte 1913 den Familiennamen seiner Ehefrau seinem Namen „Forst“ bei.
Otto Forst besuchte das Wiener Schottengymnasium, wo er den späteren Historiker Oskar Halecki kennenlernte. Nach der Matura studierte er Rechtswissenschaften an der Universität Wien. Bis 1938 war er in Wien tätig, danach siedelte er nach Belgien über, 1940 in die Schweiz, wo er bis 1947 blieb. Zurück in Wien hielt er an der dortigen Universität Vorträge über polnische Geschichte, Kultur sowie über Genealogie.
Er verfasste zahlreiche Werke über bedeutende Gestalten polnischer Geschichte, wie die Könige Johann III. Sobieski und dessen Gemahlin Marie Casimire Louise de la Grange d’Arquien sowie Stanislaus II. August Poniatowski. Er beschäftigte sich auch mit der französischen Literatur. Seine Werke erschienen in deutscher, französischer und polnischer Sprache. Er war literarischer Mitarbeiter vieler polnischer Kulturzeitschriften, wie Wiadomości Literackie, Pologne Littéraire, Czas und Przegląd Współczesny. Er schrieb auch unter dem Pseudonym Kyrill Boldirev.
Seine Erben übergaben seine Büchersammlung über die polnische Kultur als Leihgabe der Bibliothek des Wissenschaftlichen Zentrums der Polnischen Akademie der Wissenschaften in Wien.

## Herausgeberschaft
Im Leipziger Dioskuren Verlag gab Otto Forst die Reihe Die Literatur der Gegenwart heraus. Zu den Autoren gehörten Friedrich Wild, Hellmuth Petriconi, Walter Hjalmar Kotas, Nikolaus von Arseniew und Regis Michaud.

## Schriften in deutscher Sprache (Auswahl)
- Genealogie. B. G. Teubner, Leipzig 1913 (Digitalisat).
- Genealogische Tabellen zur Geschichte des Mittelalters und der Neuzeit. Abteilung Mittelalter. Halm&Goldmann, Wien 1914.
- Vom Herrenstande. Rechts- und Ständegeschichtliche Untersuchungen als Ergänzung zu den Genealogischen Tabellen zur Geschichte des Mittelalters. Heft 1, H. A. L. Degener, Leipzig 1916; Heft 2, 1915.
- Die französische Literatur der Gegenwart 1870/1924. Dioskuren Verlag, Wiesbaden 1925.
- Stanisław August Poniatowski und der Ausgang des alten Polenstaates. P. Franke, Berlin 1927.
- Die Bibljoteka Narodowa. 1931.
- Der Kampf mit dem Drachen. Zehn Kapitel der Gegenwart des deutschen Schrifttums und von der Krise des deutschen Geisteslebens. Verlag für Zeitkritik, Berlin 1931.
- Karl May. Ein Leben, ein Traum. Wien, Amalthea-Verlag 1931.
- Das Geheimnis des Blutes. Reinhold, Wien und Leipzig 1932.
- Johann Sobieski. Verlag des Nationalen Institutes für Katholische Aktion in Polen, Poznań 1933.
- Das katholische Schrifttum Polens. Herder, Freiburg im Breisgau 1934.
- Jan Sobieski, König von Polen. Verlaganstalt Benziger et Co., Einsiedeln, Zürich 1946
- Zwischeneuropa. Von der Ostsee bis zur Adria. Band 1: Polen, Tschechoslowakei, Ungarn. Verlag der Frankfurter Hefte, Frankfurt 1954.
- Jan Sobieski. Styria Verlag, Graz 1982.